# كيت جريناواي
كيت جريناواي (بالإنجليزية: Kate Greenaway) (و. 1846 – 1901 م) هي رسامة، وكاتِبة، ورسامة توضيحية، وكاتبة للأطفال بريطانية، ولدت في لندن، توفيت عن عمر يناهز 55 عاماً، بسبب سرطان، وسرطان الثدي.

## التعليم
تعلمت في الكلية الملكية للفنون
.

## روابط خارجية
- كيت جريناواي على موقع IMDb (الإنجليزية)
- كيت جريناواي على موقع الموسوعة البريطانية (الإنجليزية)
- كيت جريناواي على موقع إن إن دي بي (الإنجليزية)